# Родники (Краснодарский край)
Родники́ — посёлок в Белореченском районе Краснодарского края.
Административный центр Родниковского сельского поселения.

## Население
| 2002 | 2010  | 2021  |
| ---- | ----- | ----- |
| 2609 | ↗3244 | ↗5075 |

## Улицы
| - аллея Тополиная, - пер. Берёзовый, - пер. Грушёвый, - пер. Короткий, - пер. Кривой, - пер. Малиновый, - пер. Прямой, - пер. Тепличный, - пер. Тихий, - пер. Узкий, - пер. Широкий, - пер. Школьный, | - ул. Аэропорт, - ул. Береговая, - ул. Берёзовая, - ул. Благодатная, - ул. Верхняя, - ул. Виноградная, - ул. Вишнёвая, - ул. Грушёвая, - ул. Зелёная, - ул. Казачья, - ул. Келермесская, - ул. Ключевая, - ул. Лесная, | - ул. Мира, - ул. Новая, - ул. Норильская, - ул. Озёрная, - ул. Ореховая, - ул. Офицерская, - ул. Парковая, - ул. Полевая, - ул. Полярная, - ул. Последова, - ул. Промышленная, - ул. Проточная, - ул. Пушкина, | - ул. Рождественская, - ул. Российская, - ул. Садовая, - ул. Свободная, - ул. Солнечная, - ул. Строителей, - ул. Строительная, - ул. Тернистая, - ул. Урожайная, - ул. Центральная, - ул. Шоссейная, - ул. Элеваторная, - ул. Яблоневая. |